# Stethojulis marquesensis
Stethojulis marquesensis es una especie de peces de la familia Labridae en el orden de los Perciformes.

## Morfología
Los machos pueden llegar alcanzar los 8,5 cm de longitud total.

## Distribución geográfica
Se encuentra desde Fiyi hasta la Isla Norfolk. También en las Islas Marquesas.